# Водоток
Водото́к (до 1956 року — хутір Водото́ка) — село в Україні, у Сорокинській міській громаді Довжанського району Луганської області. Населення становить 67 осіб.

## Географія
Географічні координати Водотока: 48°29' пн. ш. 39°41' сх. д. Часовий пояс — UTC+2. Загальна площа села — 1,699 км². Довжина Водотока з півночі на південь — 1,9 км, зі сходу на захід — 0,5 км.
Село розташоване у східній частині Донбасу за 40 км від центру громади — міста Сорокиного (колишнього Краснодона) та за 16 км від колишнього центру сільської ради с. Давидо-Микільське.

## Історія
12 червня 2020 року, відповідно до Розпорядження Кабінету Міністрів України № 717-р «Про визначення адміністративних центрів та затвердження територій територіальних громад Луганської області», увійшло до складу Сорокинської міської громади.
17 липня 2020 року, в результаті адміністративно-територіальної реформи та ліквідації  Сорокинського району, увійшло до складу новоутвореного Довжанського району.

## Населення
За даними перепису 2001 року населення села становило 67 осіб, з них 49,25 % зазначили рідною мову українську, 50,75 % — російську.

## Економіка
Мешканці села живуть за рахунок підсобного господарства, підприємств у селі немає.

## Пам'ятки
У 2010 році встановлено новий пам'ятник загиблим воїнам.